# Mesochorus dumosus
Mesochorus dumosus är en stekelart som beskrevs av Schwenke 1999. Mesochorus dumosus ingår i släktet Mesochorus och familjen brokparasitsteklar. Arten är reproducerande i Sverige. Inga underarter finns listade i Catalogue of Life.